# Balácapuszta
Balácapuszta egy külterületi településrész Veszprém vármegyében, Nemesvámos közigazgatási területének délkeleti szélén, Veszprémfajsz határában. Közúti megközelítését a 7302-es út és az abból kiágazó önkormányzati út biztosítja. Legfőbb jelentőségét az itt feltárt, nagy kiterjedésű római kori villagazdaság romterülete és az annak bemutatására létrehozott múzeum adja. A részben rekonstruált villagazdaság épületegyüttese és a romkert a Magyar Nemzeti Múzeum kiállítóhelyeként üzemel. 2012-ben multimédiás eszközökkel, makettekkel, enteriőrökkel bővült a látnivalók köre.

## Története

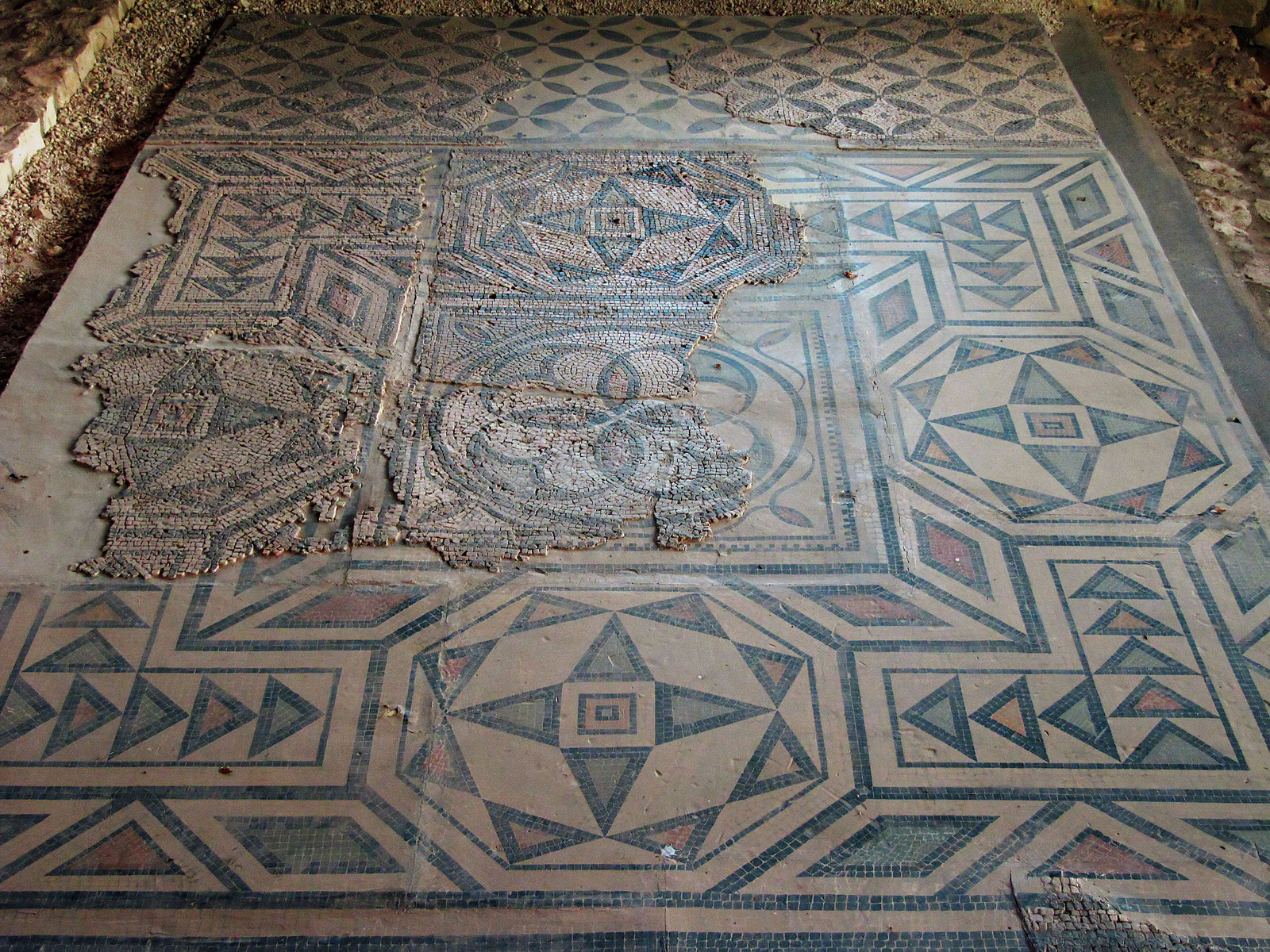
A villa padlója

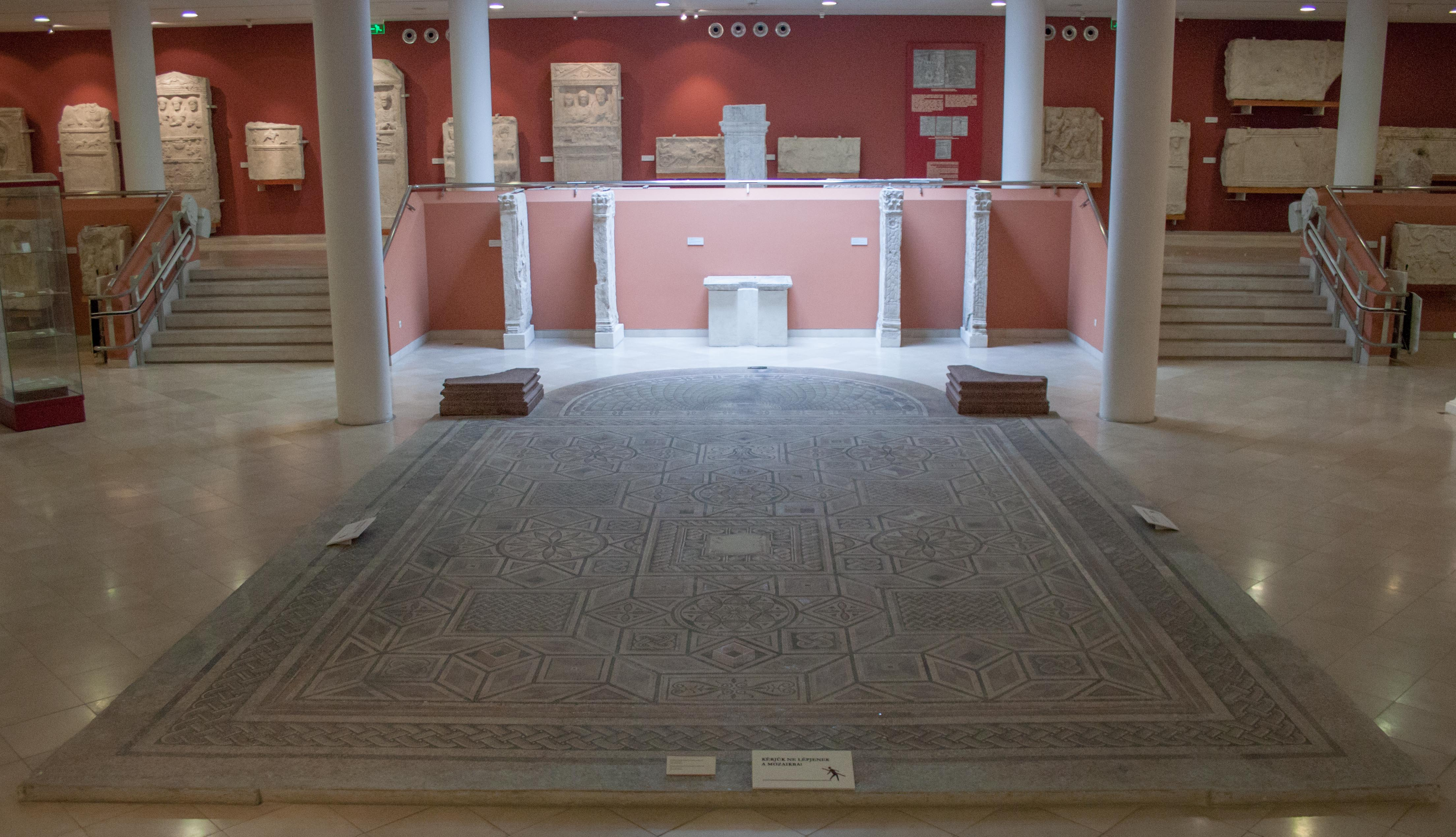
A fogadóterem padlója a Nemzeti Múzeum római kőtárában

A Közép-Európában páratlan egykori római villagazdaság első emlékeit a 20. század legelején tárták fel, a munkák azóta is folynak.
A kiállítás látványos, és igen nagy a tudományos jelentősége is. Palágyi Sylvia régész, az ásatások vezetője már nemzetközi kongresszust is szervezett és kiadványsorozatok is megjelentek a balácapusztai ásatásokról.
Nagy gazdasági egység központja volt a balácapusztai épületegyüttes. Mintegy 30-40 fő- és 100 melléképület létezését feltételezik. A tulajdonos kb. 9 hektáros gazdaságát szabálytalan négyszögű kőfal vette körül. A földbirtok középpontjában állt a bérlő villája, hozzá csatlakozott a falakkal körülvett kert, a körítőfalon belül még további különböző funkciójú épületek álltak. Az építkezés I. század végi, II. század eleji megkezdése után a II-III. században alakították ki a központi, szabályos téglalap alakú épületrészt, amelyet különbözőképpen tagoltak, és más, kisebb egységekkel bővítettek. A részben fűthető, terrazo-padlós burkolatú folyosó három oldalról vette körül az épületet. Agyagból készített, nagyméretű plasztikus alaprajzmakett segíti a látogatókat a számozott épületrészek közötti tájékozódásban.

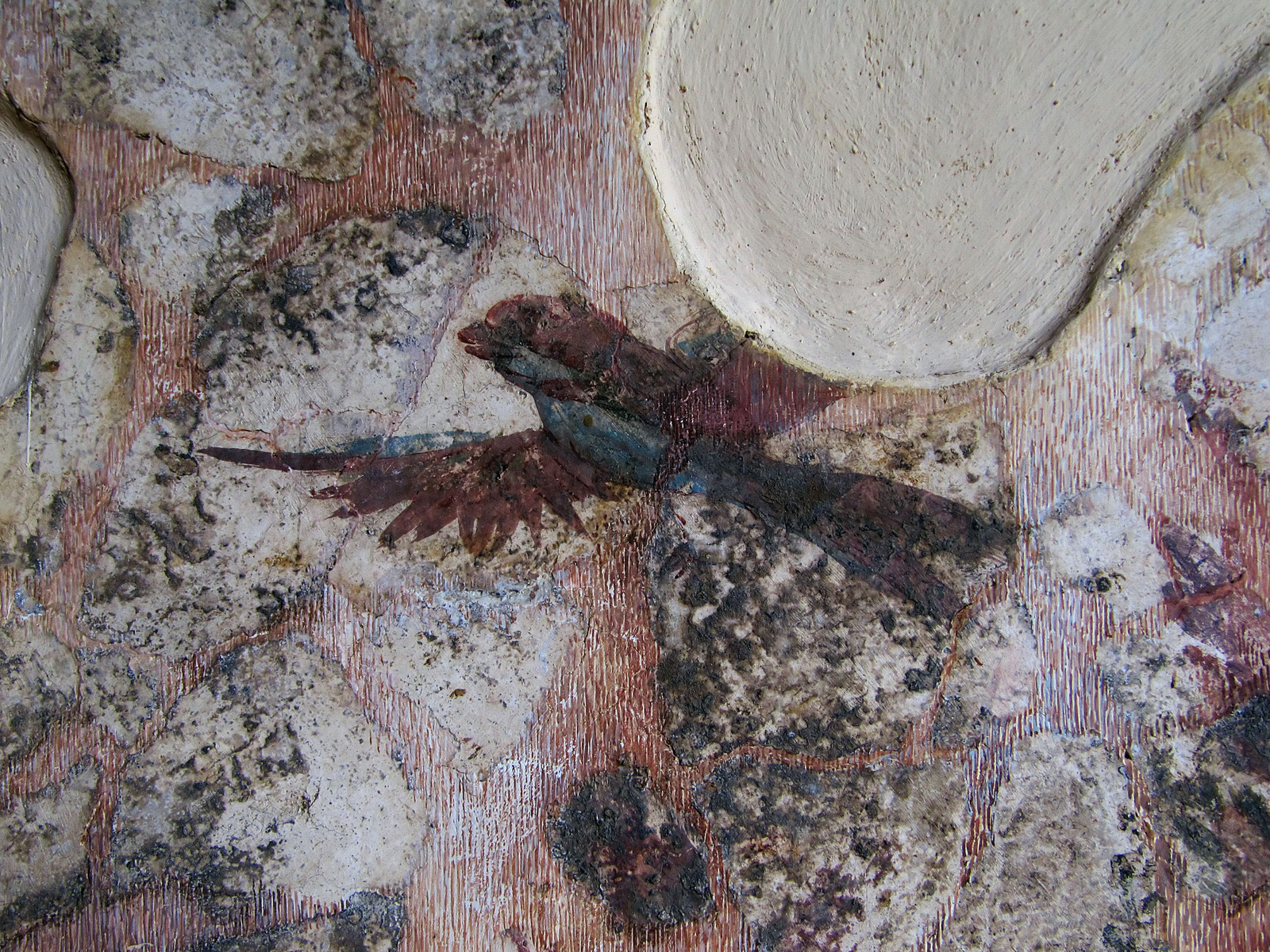
A fennmaradt díszítések egyike

A Dunántúl legjelentősebb villájának feltárási munkái, bár már a 18. század óta ismert római lelőhely volt Baláca, csak a 19. század elején, 1906-ban kezdődtek meg Rhé Gyula irányításával. Az első ásatási szakaszban, 1906–1926 között sok jelentős épületmaradvány előkerült, valamint a színek alapján megkülönböztetett sárga-lila, vörös, vörös-fekete illetve a válaszfalról származó fehér alapú falfestmények és különlegesen szép mozaikok. A gránátalmafa, fácánok, mediterrán növények és állatok ábrázolása mellett e munkák azt is sugallják, milyen fejlett volt a környéken a szőlőművelés a rómaiak korában.
Nem minden lelet maradt Balácán. A 20-as számú reprezentációs terem mozaikját a Magyar Nemzeti Múzeumban helyezték el 1925-ben. A másik különleges, nagyméretű mozaikburkolat, a 31-es teremé, a helyszínen látható. Az ásatások során előkerült amphorák, tálak, terra sigilláták és más tárgyak a kiállítás tárlóiba kerültek. A terület teljes feltárása, a helyi leletek romkertszerű bemutatása, egy római kőtár kialakításával már elkezdődtek, de még további évtizedekig tartó munkára lesz szükség.

## Képgaléria

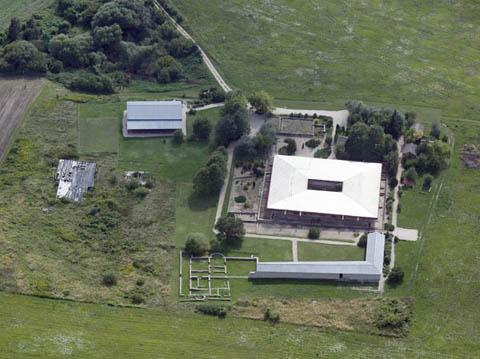
A balácapusztai római kori villagazdaság és romkert légi fotón
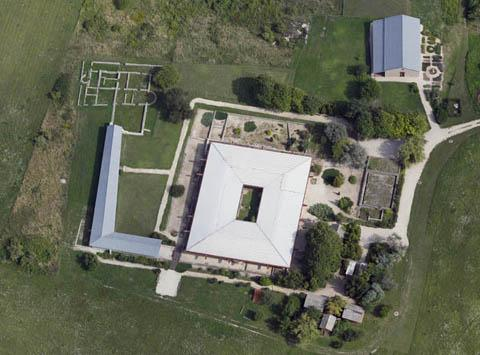
A Villa Romana Baláca légi felvételen
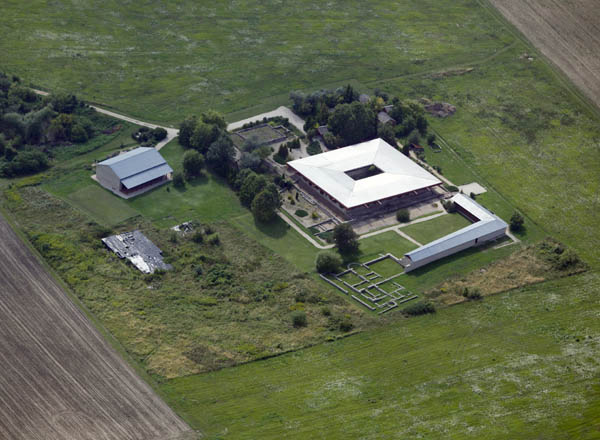
Római romkert Balácapusztán a magasból